# Жаїр Дієгу Алвеш де Бріту
Жаїр Дієгу Алвеш де Бріту (порт. Jair Diego Alves de Brito), також Жажа (порт. Jajá; нар. 15 квітня 2001, Катандува) — бразильський футболіст, нападник кіпрського клубу «Пафос» та молодіжної збірної Бразилії.
Виступав також за клуби «Атлетіку Паранаенсе» та «Крузейру».
Переможець Ліги Паранаенсе.

## Клубна кар'єра
Народився 15 квітня 2001 року в місті Катандува. Вихованець юнацьких команд футбольних клубів «Греміо Новурізонтіно» та «Атлетіку Паранаенсе».
У дорослому футболі дебютував 2020 року виступами за команду «Атлетіку Паранаенсе», в якій провів один сезон, взявши участь в одному матчі чемпіонату. 
Згодом з 2021 по 2022 рік грав у складі команд КРБ та «Атлетіку Паранаенсе».
Своєю грою за останню команду привернув увагу представників тренерського штабу клубу «Крузейру», до складу якого приєднався на умовах оренди 2022 року. Відіграв за команду з Белу-Орізонті менше одного року своєї ігрової кар'єри.
Протягом 2023—2024 років захищав кольори клубів «Атлетіку Паранаенсе», «Торпедо» (Москва) та «Каза Піа».
До складу клубу «Пафос» приєднався 2024 року. Станом на 14 лютого 2025 року відіграв за клуб з Пафоса 33 матчі в національному чемпіонаті.

## Виступи за збірну
У 2020 році залучався до складу молодіжної збірної Бразилії. На молодіжному рівні зіграв у 3 офіційних матчах, забив 1 гол.

## Титули і досягнення
- Переможець Ліги Паранаенсе (1):

«Атлетіку Паранаенсе»: 2020
- Володар Кубка Кіпру (1):

«Пафос»: 2023-24
- Чемпіон Кіпру (1):

«Пафос»: 2024-25